# ديوان ولي عهد أبو ظبي
ديوان ولي العهد يمثل سمو الشيخ خالد بن محمد بن زايد آل نهيان. ويهدف الديوان الذي يتمتع بالوضع القانوني الكامل كهيئة ذات شخصية اعتبارية إلى تنفيذ واجبات سمو الشيخ خالد بن محمد بن زايد آل نهيان محلياً ودولياً، وتسهيل التفاعل بين سمو ولي العهد ومواطني دولة الإمارات من خلال المراسلات العامة، والاستماع إلى اهتمامات ومشاكل الأفراد وتحديد الحلول؛ بالإضافة إلى إدارة الشؤون العامة لسمو ولي العهد، بما في ذلك مشاركته في المشاريع المؤسسية والخيرية وأيضا هو مقر
ومقر المجلس التنفيذي لإمارة أبوظبي

## الهيكل التنطيمي للديوان
وتشكل مكاتب الرئيس والوكيل والمدير العام الهيكل القيادي الرئيسي للديوان؛ في حين تسعى إدارات الديوان الثلاث التي تشمل إدارة شؤون المواطنين وإدارة المراسم وإدارة الأعمال المساندة لضمان تحقيق أكبر قدر من الفاعلية في تنفيذ عمليات الديوان الخاصة بسمو ولي العهد والمجتمع المحلي في إمارة أبوظبي وسائر إمارات الدولة.
يشرف على ديوان ولي العهد رئيس الديوان، الذي يمثل الديوان في الزيارات الرسمية والفعّاليات والمناسبات التاريخية، بالإضافة إلى أنه يمثل الديوان مع الحكومات والشخصيات العامة المحلية والدولية - عند الاقتضاء- كما يقوم بأي مهام أخرى يكلفه بها سمو ولي العهد. بينما يقوم وكيل الديوان بدور الرئيس التنفيذي، حيث يقدم تقاريره بشكل مباشر إلى الرئيس. ويشمل دور سعادة الوكيل تحديد الاتجاه الاستراتيجي والسياسات الداخلية للديوان، إذ يشرف على تنفيذها بعد مصادقتها من سمو الرئيس.
ومن جهته يقوم المدير العام للديوان بدور مدير العمليات، حيث يشرف على العمليات اليومية للديوان، ويقدم تقاريره بشكل مباشر لسعادة الوكيل، بالإضافة إلى تفاعل مكتب سعادة المدير العام مع جميع الإدارات والأقسام والوحدات المختلفة التي تندرج تحت مظلة الديوان.
ويحظى كل من رئيس الديوان ووكيل الديوان ومدير عام الديوان بدعم من مكاتبهم التنفيذية التي تضمن كفاءة سير العمل بين مختلف الإدارات والأقسام والوحدات الداخلية للديوان.

### الإدارة العليا للديوان
- الشيخ / خليفة بن طحنون بن محمد آل نهيان رئيس ديوان ولي العهد عضو المجلس التنفيذي.